# Världsarv i Sverige
I Sverige finns femton världsarv som har utsetts av FN-organet Unescos världsarvskommitté. Sveriges första världsarv var Drottningholms slott.

## Sverige och världsarvskonventionen
Sverige skrev under världsarvskonventionen 1984 och ratificerade densamma den 22 januari året efter. Åren efter tog de nordiska ländernas riksantikvarieämbeten fram en lista på lämpliga objekt i Norden. År 1996 uppdaterades listan efter nordiskt samråd. Den uppdaterade listan presenterades i rapporten "Världsarv i Norden" (Nord 1996:30).
Riksantikvarieämbetet har det övergripande ansvaret för att konventionen följs, samt ansvaret för kulturarven. Naturvårdsverket har ansvaret för de världsarv som är naturarv. Myndigheterna har också ansvar för att ta initiativ till och bekosta den uppföljning och de rapporter som ska lämnas in till Unesco vart sjätte år.
1991 fick Sverige till slut sitt första världsarv – Drottningholm på Lovön. Sedan dess har antalet vuxit och sedan 2012 finns det 15 världsarv i Sverige.

## Nomineringsprocessen i Sverige
Regeringen har sedan 1986 gett Riksantikvarieämbetet och Naturvårdsverket i uppdrag att lämna förslag på världsarv. Riksantikvarieämbetet lämnar förslag på kulturarv och Naturvårdsverket lämnar in förslag på naturarv.
Nomineringen förbereds av en arbetsgrupp bestående av specialister inom de områden som objektet ska nomineras inom. Arbetet leds av berörd länsstyrelse i samverkan med de båda ansvariga myndigheterna. När handlingarna är klara lämnas dessa över till regeringen som därefter fattar det avgörande beslutet. Därefter sänds nomineringen in till Unesco, se vidare under artikeln Världsarv.

## De 15 världsarven i Sverige[2]
| År   | Bild                                      | Namn                          | Län              | Kommun                                                    | Typ (kriterier)            | Beskrivning |
| ---- | ----------------------------------------- | ----------------------------- | ---------------- | --------------------------------------------------------- | -------------------------- | --- |
| 1991 | Drottningholms slott                      | Drottningholms slott          | Stockholms       | Ekerö                                                     | K (iv)                     | Drottningholms slott är ett kungligt lustslott beläget i Drottningholm på Lovön i Mälaren. Sedan 1981 är Drottningholms slott kungafamiljens officiella bostad. Kungafamiljen är bosatt i slottets södra länga. |
| 1993 | Arkeologisk utgrävning vid Birka          | Birka och Hovgården           | Stockholms       | Ekerö                                                     | K (iii, iv)                | Birka och Hovgården bär ett exceptionellt välbevarat vittnesbörd till det vitt spridda handelsnätverket vikingarna grundade under två århundraden av deras fenomenala ekonomiska och politiska expansion. |
| 1993 | Engelsbergs bruk                          | Engelsbergs bruk              | Västmanlands     | Fagersta                                                  | K (iv)                     | Bruket anlades 1681 av häradshövdingen Per Larsson Gyllenhöök (1645–1706). Han och sonen Anders Gyllenhöök (1674–1757) utvecklade bruket, så att det i början av 1700-talet bestod av tre hyttor, tre masugnar, tre hammarsmedjor, en såg och en vattenkvarn. Det blev ett av världens modernaste järnbruk under 1700-talet.                                       |
| 1994 | Tre män i rituell dans                    | Hällristningsområdet i Tanum  | Västra Götalands | Tanum                                                     | K (i, iii, iv)             | Hällristningsområdet i Tanum är ett område i Tanums kommun i Bohuslän där man funnit flera berghällar med stora mängder hällristningar från bronsåldern. Runt den största av dem, Vitlyckehällen, är Vitlycke museum uppbyggt. Hällen har närmare 300 inhuggna figurer och ca 170 skålgropar.                                                                      |
| 1994 | Kors på Skogskyrkogården                  | Skogskyrkogården              | Stockholms       | Stockholm                                                 | K (ii, iv)                 | Skogskyrkogården är Sveriges största kyrkogård och begravningsplats med 100 000 gravplatser och ligger i stadsdelen Gamla Enskede. Kyrkogården som invigdes 1920 skapades 1915-1940 av arkitekterna Gunnar Asplund och Sigurd Lewerentz. |
| 1995 | Visby ringmur                             | Hansestaden Visby             | Gotlands         | Gotland                                                   | K (iv, v)                  | Hansestaden Visby är ett arv från medeltiden. I norra Europa bildades hansor, vilka var sammanslutningar av beväpnade handelsskepp. Det skulle dröja ett tag innan någon stad kunde kalla sig Hansestad. I Visby bildades "Det tyska Gotlandsfararesällskapet". |
| 1996 | Rapadalens delta i Sareks nationalpark    | Laponia                       | Norrbottens      | -flera-                                                   | KN (iii, v, vii, viii, ix) | Laponia i Lappland är Europas största sammanhängande naturlandskap med så gott som orörd natur. Området är samtidigt ett samiskt kulturlandskap, med flera tusen år gamla spår efter mänsklig verksamhet. Laponia är ett kombinerat natur- och kulturarv. |
| 1996 | Kyrkstaden med kyrkan i bakgrunden        | Gammelstads kyrkstad          | Norrbottens      | Luleå                                                     | K (ii, iv, v)              | Gammelstads kyrkstad är en samling kyrkstugor och kyrkstall kring Nederluleå kyrka i Gammelstad utanför Luleå, där långväga sockenbor hade sin fasta punkt vid kyrkobesök. Kyrkstaden är landets största och bäst bevarade kyrkstad med 408 stugor uppdelade i 553 kammare.                                                                                        |
| 1998 | Fredrikskyrkan på Stortorget i Karlskrona | Örlogsstaden Karlskrona       | Blekinge         | Karlskrona                                                | K (ii, iv)                 | Karlskrona örlogsbas byggdes i samband med grundandet av staden Karlskrona i slutet av 1600-talet för att vara en bas för Sveriges örlogsflotta. |
| 2000 | Rödviken nära Ullånger                    | Höga kusten/Kvarkens skärgård | Västernorrlands  | -flera-                                                   | N (viii)                   | Höga kusten är ett kustområde i Ångermanland (Västernorrlands län). Sedan den senaste istiden har en landhöjning på 300 m gjort landskapet säreget med bland annat höga klippor. Området har varit bebott i minst 7000 år. |
| 2001 |                                           | Södra Ölands odlingslandskap  | Kalmar           | Mörbylånga                                                | K (iv, v)                  | Södra Ölands odlingslandskap är ett område omfattande 56 000 hektar på Öland. Marken, som har brukats sedan stenåldern (3000 f.Kr.-1800 f.Kr.), har spår av betydande mänsklig aktivitet i form av byar, jordbruk och boskapsskötsel. |
| 2001 |                                           | Falun och Kopparbergslagen    | Dalarnas         | Falun                                                     | K (ii, iii, iv)            | Falun och Kopparbergslagen är ett område som omfattar det historiska industrilandskapet kring Falun och Stora Kopparberget. |
| 2004 |                                           | Radiostationen i Grimeton     | Hallands         | Varberg                                                   | K (ii, iv)                 | Radiostationen i Grimeton är en anläggning med ett flertal radiosändare och antenner av olika slag. Den är belägen cirka 15 km öster om Varberg. Den första sändaren installerades i början på 1920-talet och då restes även de sex 127 meter höga masterna som står på rad och som idag är väl synliga från motorvägen E6/E20.                                    |
| 2005 |                                           | Struves meridianbåge          | Norrbottens      | -flera-                                                   | K (ii, iv, vi)             | Struves meridianbåge (eller gradmätning) var den tyske astronomen Friedrich Georg Wilhelm von Struves projekt för att mäta upp jordklotets rundning. 34 av de 265 mätpunkterna nominerades 2004 av Finland till att bli uppsatta på Unescos världsarvslista. 4 av dessa 34 ligger i Sverige.                                                                       |
| 2012 |                                           | Hälsingegårdar                | Gävleborgs       | Ljusdal (3 gårdar) Bollnäs (1) Ovanåker (2) Söderhamn (1) | K (v)                      | Gården Gästgivars (bilden) är en av de sju timrade gårdar som ingår i detta världsarv. De representerar en byggnadstradition med stora och rikt utformade och dekorerade hus som växte fram på 1800-talets landsbygd. Målningarna i dessa gårdar är en blandning av folkkonst samt barock och rokoko och utgör den sista blomningen i en lång kulturell tradition. |

## Tentativa världsarv
Sverige har även tagit fram en tentativ lista på objekt man avser att nominera till världsarv inom ett par år. Följande objekt är för närvarande uppsatta på denna lista eller har varit uppsatta men strukits:
| Uppsatt    | Namn                                              | Anmärkning                                                                                           |
| ---------- | ------------------------------------------------- | --- |
| 1995-09-01 | Kulturlandskapet kring Markim och Orkesta         | Struket från listan vid uppdateringen 1 februari 2011                                                |
| 2009-12-02 | Systematiska biologins framväxt                   | |
| 2011-02-01 | Vikingamonument och platser / Birka och Hovgården | Ett framtida transnationellt världsarv där Sveriges världsarv Birka och Hovgården var tänkt att ingå |